# 713

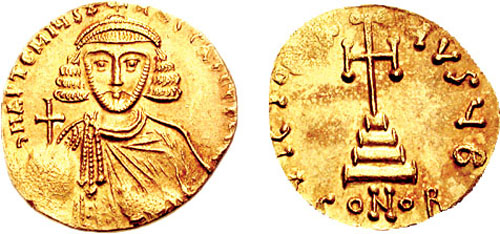
Keizer Anastasios II (713-715)

Het jaar 713 is het 13e jaar in de 8e eeuw volgens de christelijke jaartelling.

## Gebeurtenissen

### Byzantijnse Rijk
- 3 juni - Byzantijnse troepen komen in opstand in Thracië. Officieren bestormen het paleis in Constantinopel en arresteren keizer Philippikos die zich in een publiek badhuis bevindt. Hij wordt na een regeerperiode van 1 jaar en 6 maanden afgezet, blind gemaakt en verbannen. Philippikos wordt opgevolgd door zijn hoofdsecretaris Anastasios II.

### Arabische Rijk
- De Arabieren veroveren grote delen van Al-Andalus (huidige Spanje) en verwoesten de stad Mérida. Restanten van het Visigotische leger worden bij Segoyuala (Castilië en León) vernietigd.

### China
- In het Chinese Keizerrijk wordt de eerste handgeschreven krant, "Kai Yuan Za Bao", gepubliceerd.
- In Sichuan beginnen boeddhistische monniken met de bouw van de Grote Boeddha van Leshan.

## Religie
- Agilulf wordt benoemd tot bisschop van Keulen.

## Geboren
- Karloman, hofmeier van het Frankische Rijk (overleden 755)

## Overleden
- Suïtbertus, Angelsaksisch missionaris en bisschop
- Ursmarus, Frankisch abt en missionaris